# Aztecs de San Diego State
Les Aztecs de San Diego State (en anglais : San Diego State Aztecs) sont un club omnisports universitaire de l'Université d'État de San Diego à San Diego (Californie). Les équipes des Aztecs participent aux compétitions universitaires organisées par la National Collegiate Athletic Association. San Diego State fait partie de la division Mountain West Conference (MW).
L'équipe masculine de volley-ball fut championne nationale NCAA en 1973 tandis que celle de basket-ball fut championne de conférence MW en 2002 et 2006. L'équipe masculine de volley-ball a cessé ses activités, mais les féminines pratiquent toujours ce sport à SDSU. Les volleyeuses jouent au Peterson Gymnasium tandis que les basketteurs évoluent à la Viejas Arena, salle de 12 414 places inaugurée en 1997.
L'équipe de football américain utilise temporairement le Dignity Health Sports Park à Carson en 2020 et 2021. L'ancienne maison de l'équipe du SDCCU Stadium est en cours de démolition et remplacée par le Snapdragon Stadium (35 000 places), qui devrait ouvrir ses portes en 2022. John Madden fut entraîneur assistant à SDSU tout comme Joe Gibbs, qu'fut également joueur pour les Aztecs. Parmi les autres joueurs ayant évolué sous le maillot de San Diego State, citons également Marshall Faulk, Brian Sipe et Isaac Curtis.
L'équipe masculine de football joue en Pacific-12 Conference tandis que les féminines de water-polo participent aux compétitions de la Golden Coast Conference. La section d'aviron est membre de l'American Athletic Conference.

## Joueurs en NFL
- Chester Pitts (Texans de Houtson et Seahawks de Seattle)[1]

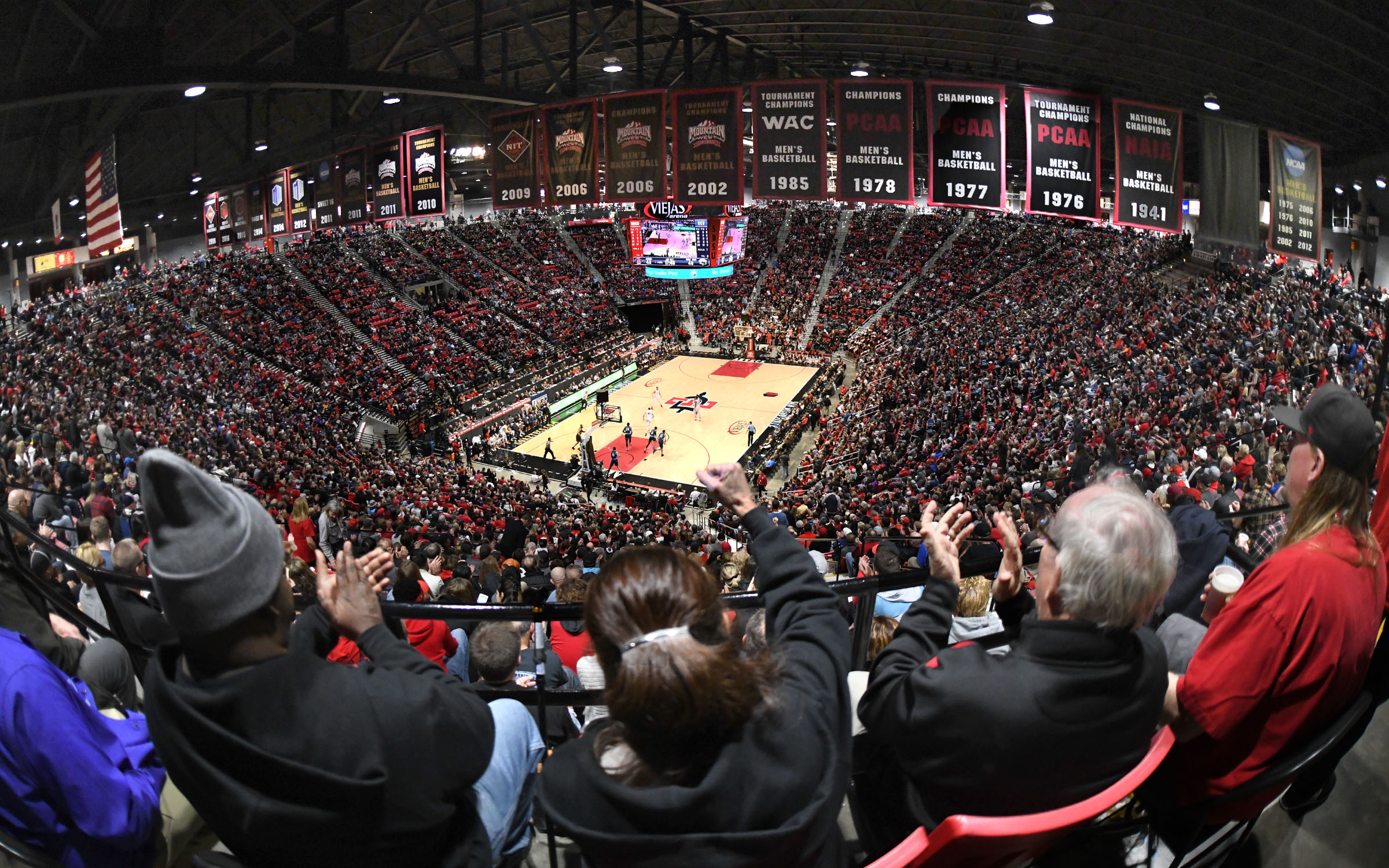
Viejas Arena